# Liste des évêques de Kericho
La liste des évêques de Kericho recense les noms des évêques qui se sont succédé sur le siège épiscopal de Kericho, au Kenya depuis la création du diocèse de Kericho (Dioecesis Kerichoensis) le 6 décembre 1995, par détachement de celui de Nakuru.

## Sont évêques
- 6 décembre 1995-22 mars 2003 : Philip Anyolo (Philip Arnold Subira Anyolo)
- 22 mars 2003 - 14 décembre 2019 : Emmanuel Okombo
- depuis le 14 décembre 2019 : Alfred Kipkoech Arap Rotich

## Sources
- (en) Fiche du diocèse sur le site catholic-hierarchy.org